# یواس‌اس آنتایوس (ای‌جی-۶۷)
یواس‌اس آنتایوس (ای‌جی-۶۷) (به انگلیسی: USS Antaeus (AG-67)) یک کشتی بود که طول آن ۴۰۳' بود.